# ووچاک (کروشواتس)
ووچاک (به صربی: Vučak) یک منطقهٔ مسکونی در صربستان است که در کروشواتس واقع شده‌است. ووچاک ۳۴۸ نفر جمعیت دارد.